# 94.
◄ | 1. stoljeće pr. Kr. | 1. stoljeće | 2. stoljeće | ►
◄ | 60-ih | 70-ih | 80-ih | 90-ih | 100-ih | 110-ih | 120-ih | ►
◄◄ | ◄ | 91. | 92. | 93. | 94. | 95. | 96. | 97. | ► | ►►
Astronomija • Književnost • Kršćanstvo

## Događaji
- Domicijan obnavlja zgradu rimskog Senata i izbacuje iz Rima sve filozofe

## Vanjske poveznice
|  | Zajednički poslužitelj ima još gradiva o temi 94. |